# Circourt
Circourt ([siʁˈkuʁ] , 1793 noch mit der Schreibweise Cirecourt) ist eine französische Gemeinde mit 80 Einwohnern (Stand: 1. Januar 2022) im Département Vosges in der Region Grand Est (bis 2015 Lothringen). Sie gehört zum Arrondissement Neufchâteau (bis 2024 Épinal) und ist Mitglied im Gemeindeverband Communauté de communes de Mirecourt Dompaire. Die Bewohner werden Circourtiens und Circourtiennes genannt.

## Geografie

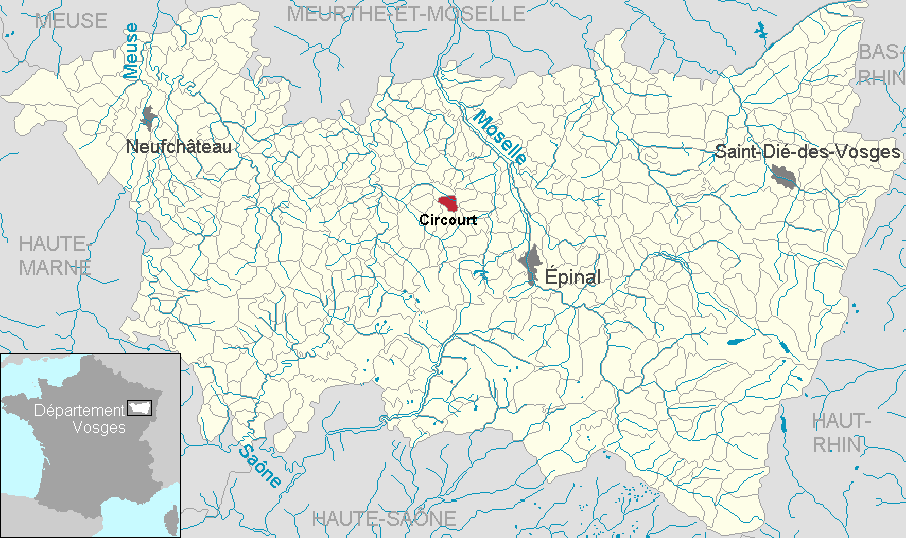
Lage der Gemeinde Circourt im Département Vosges

Die Gemeinde Circourt liegt 16 Kilometer nordwestlich von Épinal. In Circourt entspringt der Robert, ein elf Kilometer langer Nebenfluss der Gitte. Im Gemeindegebiet liegt mit 465 Metern Meereshöhe der höchste Punkt des Hügellandes zwischen Mosel und Madon. Auf seinem Gipfel erhebt sich das Croix de Virine.
Nachbargemeinden von Circourt sind Derbamont im Nordwesten und Norden, Bouxières-aux-Bois im Osten, Bocquegney im Südosten, Hennecourt und Damas-et-Bettegney im Süden sowie Madonne-et-Lamerey im Südwesten.

## Bevölkerungsentwicklung
| Jahr      | 1962 | 1968 | 1975 | 1982 | 1990 | 1999 | 2011 | 2021 |
| --------- | ---- | ---- | ---- | ---- | ---- | ---- | ---- | ---- |
| Einwohner | 92   | 101  | 79   | 75   | 81   | 89   | 78   | 82   |

Im Jahr 1846 wurde mit 338 Bewohnern die bisher höchste Einwohnerzahl ermittelt. Die Zahlen basieren auf den Daten von cassini.ehess und INSEE.

## Sehenswürdigkeiten
- Kirche St. Claudius (Saint Claude)

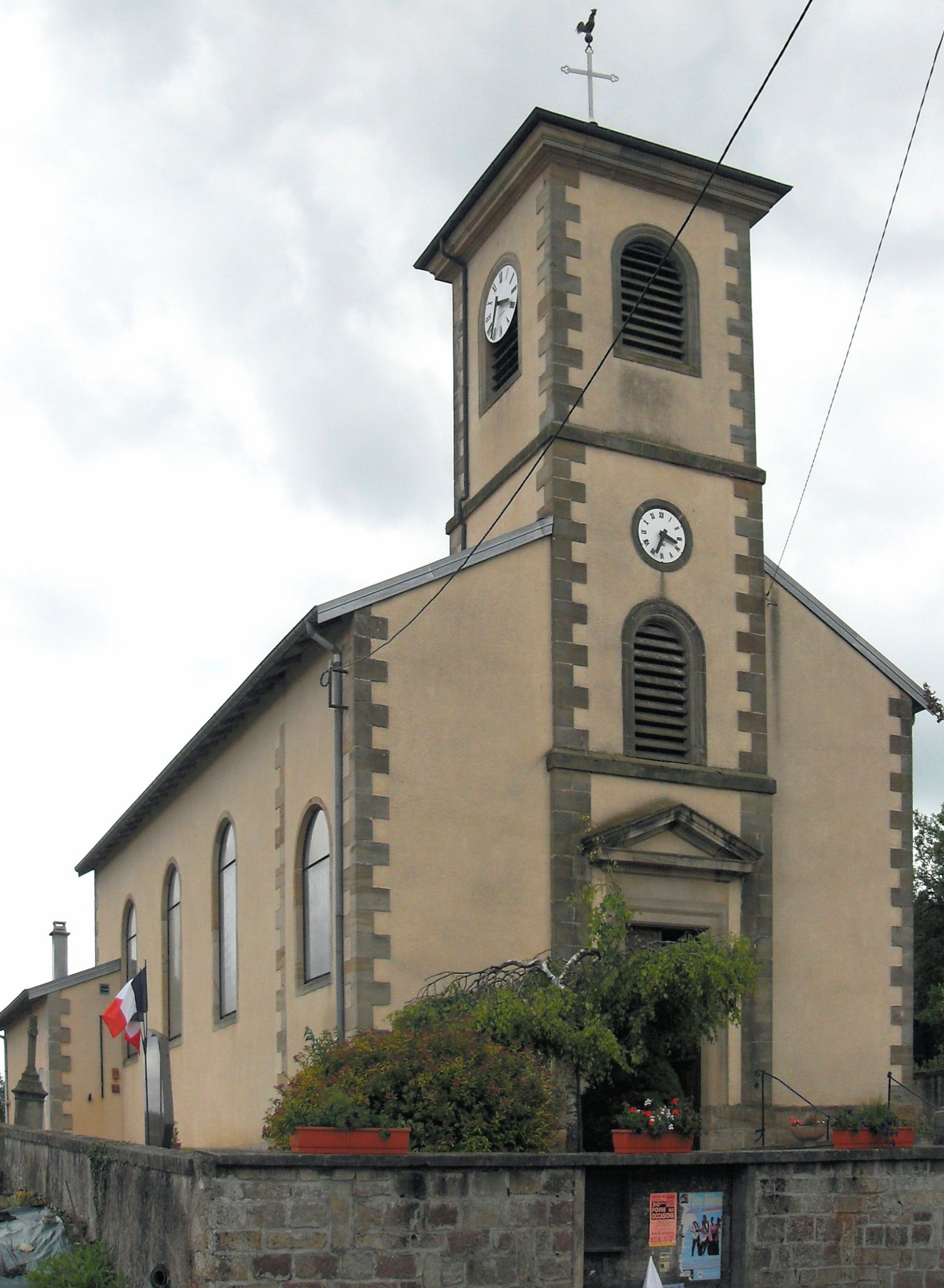
Kirche St. Claudius

## Wirtschaft und Infrastruktur
In der Gemeinde sind fünf Landwirtschaftsbetriebe ansässig (Milchwirtschaft, Rinderzucht).
Circourt ist nur über Nebenstraßen zu erreichen. Sechs Kilometer südlich besteht ein Anschluss an die zweistreifig ausgebaute Fernstraße D 166 von Mirecourt nach Épinal. Der 17 Kilometer östlich gelegene Bahnhof in Thaon-les-Vosges liegt an der Bahnstrecke Blainville-Damelevières–Lure.

## Belege
1. ↑  Ortsname auf cassini.ehess.fr
2. ↑  Croix de Virine auf petit-patrimoine.com. Abgerufen am 7. November 2010 (französisch).
3. ↑  Circourt auf cassini.ehess
4. ↑  Circourt auf INSEE.
5. ↑  Landwirtschaftsbetriebe auf annuaire-mairie (französisch)